# Grenzbaum

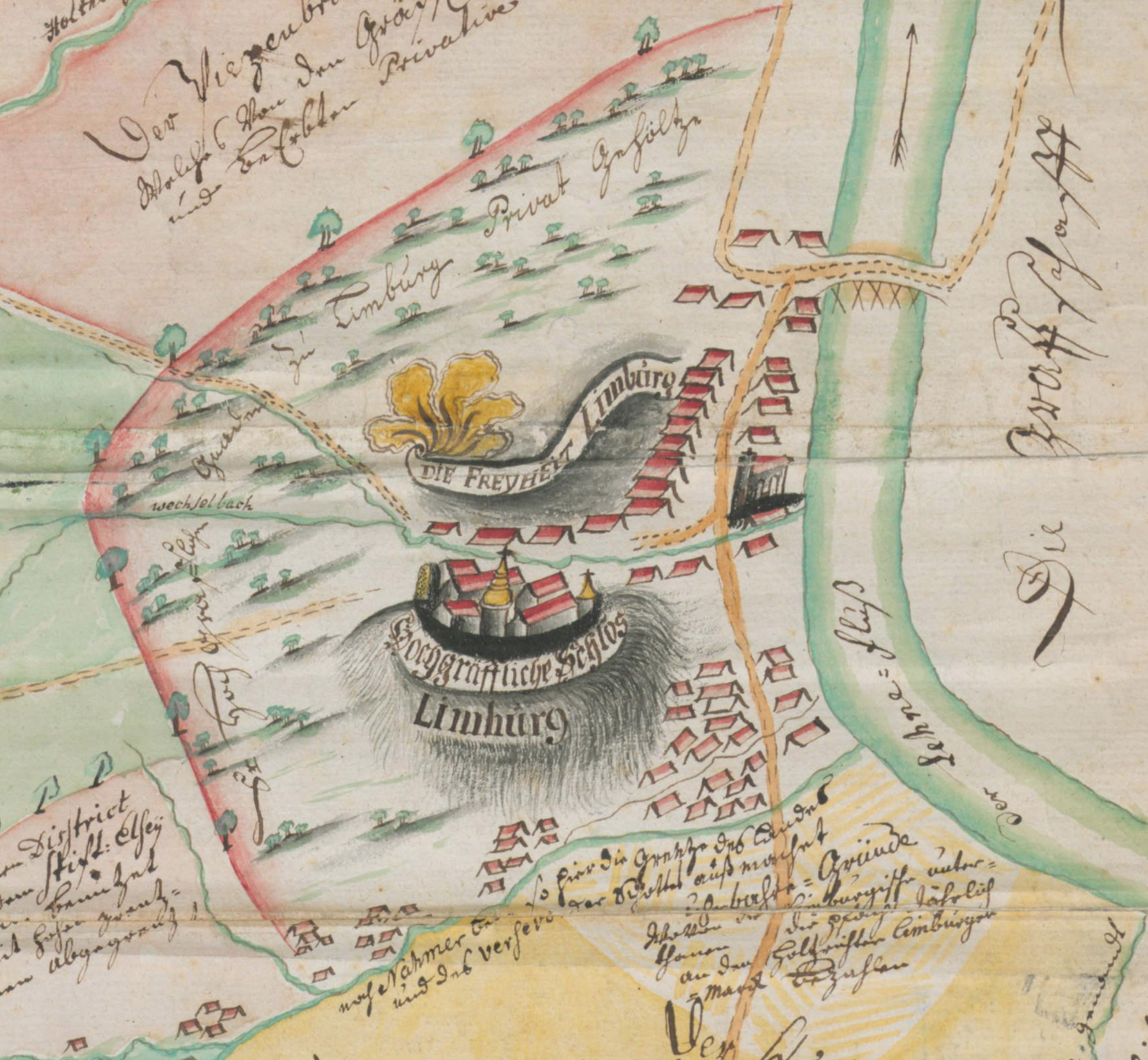
Grenzbäume auf einer Karte der Limburger Mark, 1782.

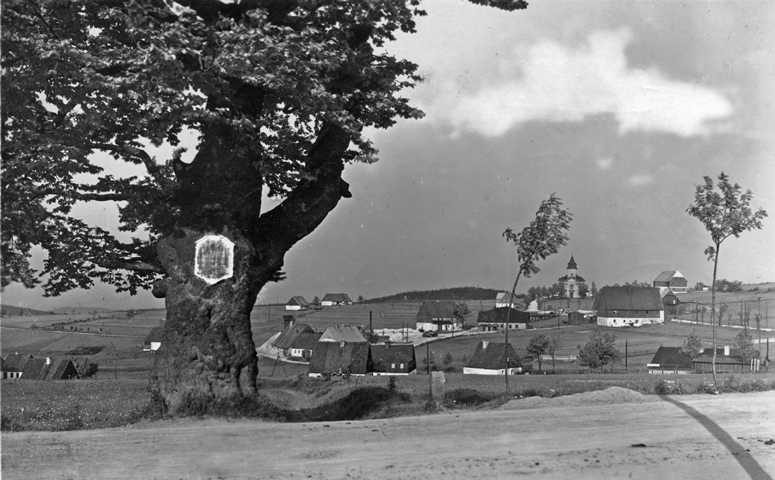
Grenzbuche, Hinterzinnwald, 1930.

Grenzbaum ist ein Begriff aus dem deutschen Sachen- bzw. Nachbarrecht, genauso wie der Grenzstrauch. Grenzbäume wurden bis ins 19. Jh. auch als Malbaum bezeichnet.
Gesetzlich normiert ist dieser Begriff heute in § 923 BGB. 
Es handelt sich hier um einen Baum oder Strauch, der auf der Grenze zwischen Grundstücken steht, wobei es maßgeblich auf den Stamm an der Stelle ankommt, an der dieser aus der Erde austritt. 
Da viele Bäume bereits oberhalb der Bodenoberfläche Ansätze des Wurzelwerks zeigen, ist es nicht immer einfach, zu entscheiden, ob es sich um einen Grenzbaum handelt. Wurzelanläufe gehören im Gegensatz zu Wurzelausläufen noch zum Stammfuß bzw. Stamm (OLG München, Urteil vom 10. Juni 1992, AgrarR 1994, 27).
Solange der Baum (Strauch) steht, gehören die Früchte des Baums (Strauchs) den Grundstückseigentümern zu gleichen Teilen. Wird der Baum (Strauch) gefällt, gehören seine Überreste ebenfalls beiden Grundstückseigentümern.
Jeder der Nachbarn hat das Recht, die Beseitigung des Baums (Strauchs) zu verlangen. Die Beseitigungskosten müssen beide Nachbarn zu gleichen Teilen tragen. Verlangt ein Nachbar die Beseitigung und der andere Nachbar will sich nicht an den Beseitigungskosten beteiligen, so verzichtet er auf sein Recht an dem Grenzbaum, und der Nachbar, der die Beseitigung will, trägt alle Kosten. Er erwirbt zugleich dann das Alleineigentum an dem gefällten Baum.
Ein Baum (Strauch), der als Grenzzeichen dient, darf dann nicht beseitigt werden, wenn dieses Grenzzeichen nicht durch ein anderes zweckmäßiges Grenzzeichen ersetzt werden kann. Die regelnde Norm (§ 923 BGB) zeichnet sich (wahrscheinlich unfreiwillig) durch eine gewisse literarische Qualität aus, da Abs. 1 im Versmaß des Hexameters verfasst ist: „Steht auf der Grenze ein Baum, so gebühren die Früchte und, wenn der Baum gefällt wird, auch der Baum den Nachbarn zu gleichen Teilen.“ Zusätzlich reimt sich Abs. 3: „Diese Vorschriften gelten auch für einen auf der Grenze stehenden Strauch“.
Eine besondere Form des Grenzbaums stellt der Markbaum dar, der als Grenzpunkt offiziell eine Grenze markiert, und heute nur noch kulturhistorische Bedeutung hat. Alte Grenzbäume stehen häufig unter Denkmalschutz.